# Acantholimon birandii
Acantholimon birandii är en triftväxtart som beskrevs av Doan och Akaydn. Acantholimon birandii ingår i släktet Acantholimon och familjen triftväxter. Inga underarter finns listade i Catalogue of Life.